# 丹尼·佩治
丹尼爾·阿當·「丹尼」·佩治（英語：Daniel Adam "Danny" Pugh，1982年10月19日—），出生在斯托克波特奇德爾休姆，是一名英格蘭職業足球員，司職中場，出身於曼聯青訓系統，現時效力英乙球會黑池。

## 生平

### 列斯聯
佩治在曼聯上陣次數不多，他不久後成為球會與列斯聯交易的一部分，時任列斯聯領隊奇雲·布力維爾以阿倫·史密夫換來他及700萬英鎊轉會費。他是一名多用途球員，他既可出任左中場或左閘，因而成為該季只剩四名球員的列斯聯的重要一員。
他在列斯聯的生涯初期表現不錯，他在上半季4-4-2陣式中擔任左中場，並成為球隊的首席射手直至大衛·希利從普雷斯頓加盟。當史提芬·卡連尼受傷和費沙·李察臣狀態下滑後，佩治被改為出任左閘。然而，他後來並未得到重用，奇雲·布力維爾改用4-3-3陣式使到他的位置被大衛·希利所取代，馬菲·基加隆則奪得左閘位置，因此他只好擔任後備。

### 普雷斯頓
- 2006年6月，佩治以25萬英鎊的轉會費被出售至普雷斯頓[2]，他最後在列斯聯的數個月幾乎完全不在正選陣容，他在球會的最後半年只上陣了5場賽事。他在普雷斯頓是正選球員，多出任左翼，偶而亦擔任中場中。

### 史篤城
- 2007年11月2日，有指史篤城已成功以先借並於1月購買的形式使佩治加盟。史篤城領隊東尼·佩利斯對於買入這位具備質量的左路中場感到高興[3]。2008年1月16日，他以50萬英鎊身價正式加盟[4]。自他加盟球會後，他就成為正選球員，出任左中場和左閘。他還串演中場中，並在對屈福特和紐卡素賽事中贏得最佳球員。
- 2008/09球季，大多以後備身份上陣佩治在球隊努力建立自己的地位。他在聯賽盃以2-0的比分擊敗洛達咸的賽事中攻入其處子入球[5]。由於丹尼·希堅保咸在球季尾聲時受傷，佩治因而頂替其右閘位置並在對富咸、韋根和阿仙奴。儘管他上陣次數不多，但球隊仍然與其續約至2012年[6]。他在以1-3的比分不敵阿仙奴的賽事中取得其聯賽處子入球，同時卻又在同一場賽事射失十二碼[7]。
- 2010/11年球季佩治只曾在1場聯賽及3場英格蘭聯賽盃獲派上陣，於2010年11月17日被借用返回普雷斯頓，為期1個月[8]，在1-0擊敗葉士域治有出色的表現，獲延長借用到翌年1月16日[9]。雖然在外借用，佩治在12月20日仍獲史篤城續約至2013年[10]，並於12月31日提前被召回[11]。

### 重返列斯聯
- 2011/12年球季佩治於季初分別獲派在1場歐霸盃及3場英超以後補身份上陣。2011年9月22日舊東家列斯聯借用佩治3個月，領隊西蒙·加利臣更表示會在1月轉會市場重開時提出正式收購[12]。2012年1月3日列斯聯正式羅致佩治，簽約兩年半，轉會費沒有透露[13]。
- 2013年1月25日，英冠球會錫周三從列斯聯借用佩治直至球季結朿[14]。
- 2014年5月16日，列斯聯宣佈於6月底約滿的佩治可自由轉會[15]。

### 高雲地利
- 2014年7月16日，英甲球會考文垂簽入自由身的佩治，合約為期一年，另球會有選擇權延長合約多一年[16]。

## 外部連結
- （英文）Danny Pugh player profile at stokecityfc.com
- （英文）足球数据库：丹尼·佩治的球员统计数据